# 凯西·马丁
凯西·马丁（Casey Martin，1972年6月2日—），前美国职业高尔夫球手，目前担任大学高尔夫球教练。

## 生平
马丁出生于美国俄勒冈州尤金，现仍在那里居住。他曾就读于斯坦福大学，并曾短暂地与著名高尔夫球手泰格·伍兹同队。他三次参加太平洋十大学联盟（PAC-10）比赛，并且是参加1994年美国NCAA大学男子高尔夫锦标赛的队伍成员。1993年他赢得了萨哈丽球员锦标赛，1995年他转为职业选手。
马丁的右腿有先天缺陷，患有骨肥大血管扩张综合征。他在2001年凭借《美国残疾人法》成功地控告了PGA巡回赛，得到了在比赛中使用高尔夫球车的权利。此前，他必须在比赛中忍痛徒步穿越球场进行比赛。他于1998年赢得了全国巡回赛的累克兰锦标赛，确保他在来年继续留在巡回赛中，并可以五年不用参加资格巡回赛（Q-School）第一轮。同样在1998年，他达到了职业生涯的顶峰，以并列第23名的成绩完成了美国高尔夫球公开赛。
1999年，他取得了全国巡回赛奖金榜第14名的成绩，从而得到了参加PGA巡回赛的资格。2000年，他在PGA巡回赛奖金榜上仅列第179名，也因此失去了继续参赛的资格。之后，他参加了当年的资格巡回赛，但再次遗憾地失败了（前35名有资格进级，而他当时的成绩是并列第37名），只能降级再次参加全国巡回赛。
马丁在2003年全国巡回赛资格巡回赛最后一轮的失利，让他于2004年降级到限制状态。2004年，他成功地从第一轮一直前进到第三轮的第二名，但止步于此。2005年同样只获得限制状态的马丁，完成了九场锦标赛并两次达到标准。此外，通过赞助商外卡，他参加了PGA巡回赛的AT&T圆石滩职业/业余配对赛，达到标准并以并列第65名完赛。2005年他在资格巡回赛首轮失利。2006年他进行了五场全国巡回赛赛事，一次达到标准，共得到1328美元收入。
2006年，在他的家乡尤金，马丁先在俄勒冈大学高尔夫球队中做志愿助理，之后当选 为球队主教练。他曾说，他想在与做教练不冲突的情况下，继续自己的职业生涯。然而，在2007年之后，他从未
参加过任何一场职业赛事。
马丁还是高尔夫球社交网站10thGreen.com的共同创立者和合伙人。

## PGA巡回赛诉马丁案
由于马丁所患的腿部疾病无法长时间行走，所以他向PGA巡回赛官方提出要求在比赛中得到使用高尔夫球车的权利。而PGA则认为行走是比赛中不可缺少的一部分，如果使用高尔夫球车，会使马丁在体力等方面比其他选手占有优势。在PGA拒绝之后，马丁便向法院起诉。1998年，在俄勒冈州尤金法庭的判决中，马丁胜诉。2000年，PGA在美国第九巡回上诉法庭再次败诉后，上诉到美国最高法院。
在最高法院该案的法庭辩论中，PGA巡回赛请出了杰克·尼克劳斯、阿诺德·帕尔默等高尔夫球手作为证人，以证明使用高尔夫球车在比赛中会有优势。然而，最高法院最后仍旧以7:2判决马丁胜诉。
在此案之后，患有先天性心脏病的麦克金西·克莱恩（MacKinzie Kline）、曾进行过心脏移植手术的艾瑞克·坎普顿（Erik Compton）等选手都被获准在比赛中使用高尔夫球车。